# Aphelion
Az Aphelion az Amethystium nevű norvég zenei projekt második albuma, a „szitakötő-trilógia” középső lemeze. 2003-ban jelent meg.

## Az album dalai
1. Shadow to Light – 5:51
2. Garden of Sakuntala – 5:34
3. Exultation – 6:19
4. Ad Astra – 6:13
5. Gates of Morpheus – 6:00
6. Autumn Interlude – 5:53
7. Elvensong – 5:47
8. Shibumi – 4:51
9. Hymnody – 4:20
10. Withdrawal – 3:43
11. Berceuse – 4:18

## Közreműködők
- Øystein Ramfjord – zeneszerző, billentyűs
- Martha Krossbakken – ének
- Joyelle Brandt – ének
- John Yannis Fyssas – ének
- Synove Flobak – cselló